# Nicola Malinconico

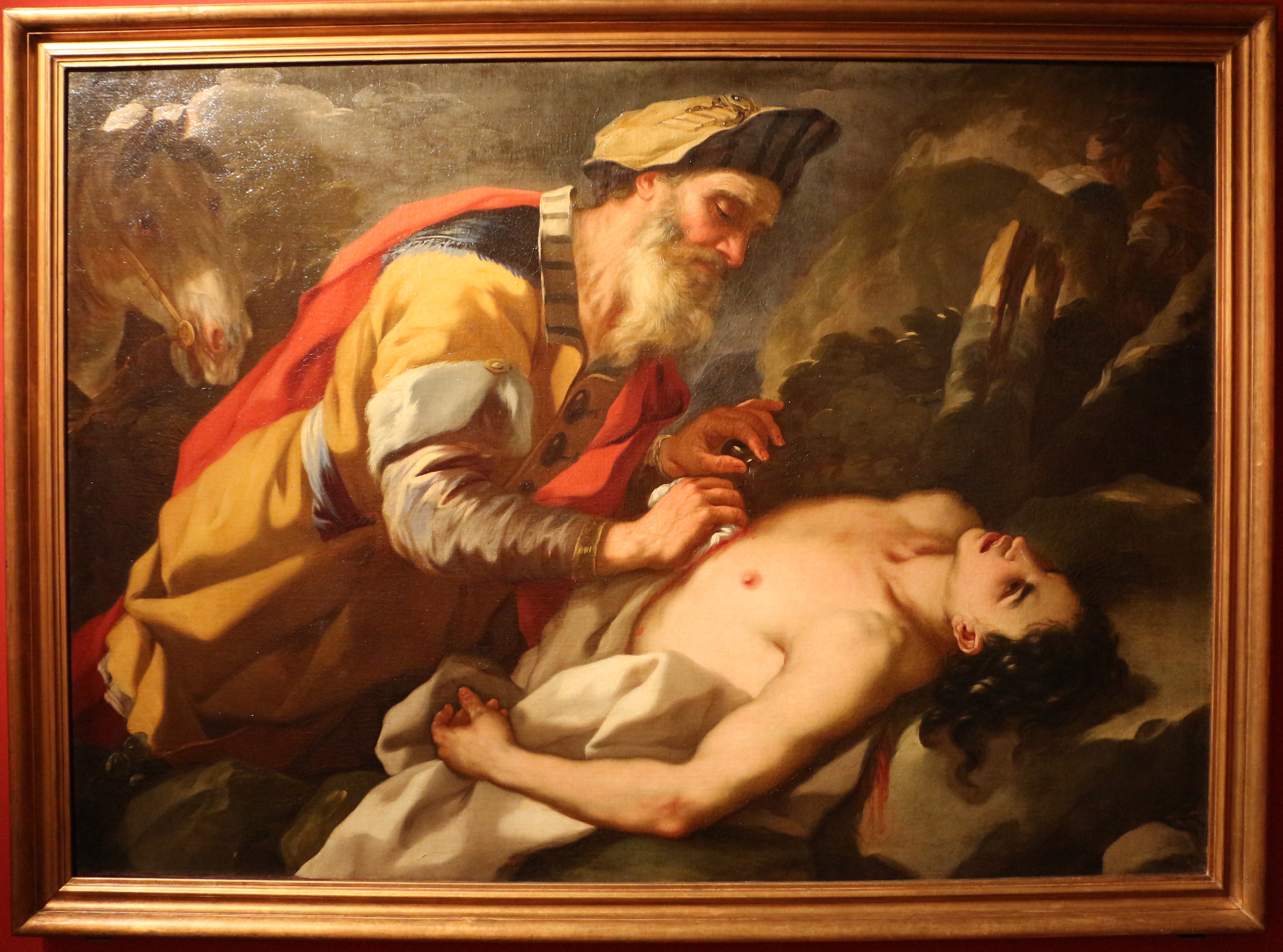
Der gute Samariter, ca. 1727, Palazzo Pretorio, Prato

Nicola Malinconico, oder Nicolò Malinconico (* 3. August 1663 in Neapel; † 1727 ebenda) war ein italienischer Maler und Freskant des Spätbarock aus der neapolitanischen Schule. Er ist das bekannteste Mitglied einer Malerfamilie.

## Leben
Nicolas Eltern waren der Maler Andrea Malinconico und Antonia De Popoli, einer Schwester des Malers Giacinto De Popoli. Im Allgemeinen (und nach De Dominici) wird angenommen, dass Nicola seine erste Ausbildung in der Werkstatt seines Vaters erhielt, genau wie sein älterer Bruder Oronzo (getauft am 4. Juli 1661 – 29. Juni 1709).
Er erhielt außerdem eine Ausbildung als Maler von Blumen- und Früchte-Stillleben bei dem Spezialisten Andrea Belvedere. Es ist jedoch nicht bekannt, welchen Raum die Stillleben-Produktion in seinem Werk einnahm, weil es nur ein einziges signiertes Werk gibt, ein üppiges hochbarockes Stilleben mit Pfau in der Gemäldegalerie der Akademie der bildenden Künste in Wien. Andere stilistisch ähnliche Bilder, wie besonders ein Paar von Stilleben mit Blumen und Früchten in der Walters Art Gallery (Baltimore), sind Malinconico nur zugeschrieben; sie zeigen Einflüsse oder Ähnlichkeiten mit Werken von Giovan Battista Ruoppolo, Abraham Brueghel oder des Römers Michelangelo Pace.
In der Folge wurde er einer der besten Schüler von Luca Giordano und ging zur Historienmalerei über. Nachdem Nicola Malinconico bereits 1692 einige selbständige Aufträge für die Kirche San Giovanni in Porta und die Kirche von Policastro ausgeführt hatte, übernahm er als Ersatz für Luca Giordano, der zu dieser Zeit nach Spanien ging und ihn wahrscheinlich empfohlen hatte, einige umfangreiche und prestigereiche Aufträge in Bergamo. Dort kam er am 10. Juni 1693 mit seinem Vater und einem Bruder (wahrscheinlich Oronzo) an und schuf bis 1694 einen großen Gemäldezyklus für die Kirche Santa Maria Maggiore: 10 Deckengemälde und 4 weitere Bilder, darunter Abraham und die Engel, alle in Öl auf Leinwand.  Für diesen Auftrag erhielt er eine Bezahlung von 4000 Dukaten (1000 weniger, als man Giordano angeboten hatte). Er malte außerdem für den Hauptaltar im Dom von Bergamo das Martyrium des Hl. Alexander, das ihn nicht nur von Giordano, sondern auch von Francesco Solimena beeinflusst zeigt. Im Mai 1694 kehrte Malinconico nach Neapel zurück.
In seiner Heimatstadt erhielt er in der Folgezeit eine Reihe von großen und bedeutenden Aufträgen vor allem für Kirchen wie die Chiesa della Croce di Lucca (1696–97) und für Santa Maria Donnalbina, wo er bis Oktober 1702 einen Großteil der Kirche ausmalte (Decke, Eingangsfassade, Fresken zwischen Fenstern). Gleichzeitig arbeitete er auch an Altarbildern und Fresken in Santa Maria la Nova (bis 1703). In den zuletztgenannten Werken zeigt Malinconico sich einerseits klassizistischer inspiriert (Guido Reni, Domenichino, Lanfranco), andererseits tritt auch ein zunehmender Einfluss durch seinen neapolitanischen Zeitgenossen Solimena zutage (der etwa zeitgleich in Santa Maria Donnalbina wirkte), aber auch von Pietro da Cortona, Carlo Maratta und Paolo De Matteis.
1700 heiratete Nicola Malinconico die zwanzigjährige Rosa Teresa De Magistris, mit der er zahlreiche Kinder hatte, darunter Benedetto, Domenico und Carlo (* 23. April 1705).
In den folgenden Jahren wurden Nicola Malinconico verschiedene Ehrungen zuteil: 1703 wurde er zum Cavaliere (Ritter) erhoben, und 1706 zum Grafen (conte). Auf den letzteren Titel war er so stolz, dass er auch seine Bilder entsprechend signierte – ein wichtiger terminus post quem bei der Datierung seiner Werke.
Nach 1706 entstanden zahlreiche weitere Werke für Kirchen in Neapel und Süditalien. Zu den wichtigsten gehören Gemälde für San Pietro a Maiella (1713), die Rosenkranzmadonna in San Gregorio Armeno (etwa 1715) und die Hochzeit von Kanaa im Refektorium der Certosa di San Martino (1724). Für die neapolitanische Kirche SS Apostoli  schuf er um 1715 einen Nikolauszyklus für eine Seitenkapelle und als eins seiner letzten Werke 1725–26 die Freskierung der Sakristei mit einer Himmelfahrt Mariä an der Decke und alttestamentarischen Szenen an den Wänden, für die er mit 1500 Dukaten entlohnt wurde.
Zu Malinconicos letzten Werken gehört ein ungewöhnlich umfangreicher Auftrag in der Kathedrale von Gallipoli, den er durch Bischof Oronzo Filomarini erhielt. An den insgesamt 59 Szenen mit einem Zyklus über die Hl. Agatha wirkte auch sein Sohn Carlo mit, der den Auftrag nach dem Tod von Nicola auch zu Ende führte, später aber nur wenige eigene Werke schuf.
Nicola Malinconico starb laut De Dominici 1721, Fachleute gehen jedoch mittlerweile von 1727 aus. Seine Söhne bekamen am 17. Juni 1727 von der Universität von Sant'Antimo eine noch ausstehende Bezahlung für ein Bild ihres Vaters in der Gemeindekirche (Parrocchiale) der Stadt.

## Werke

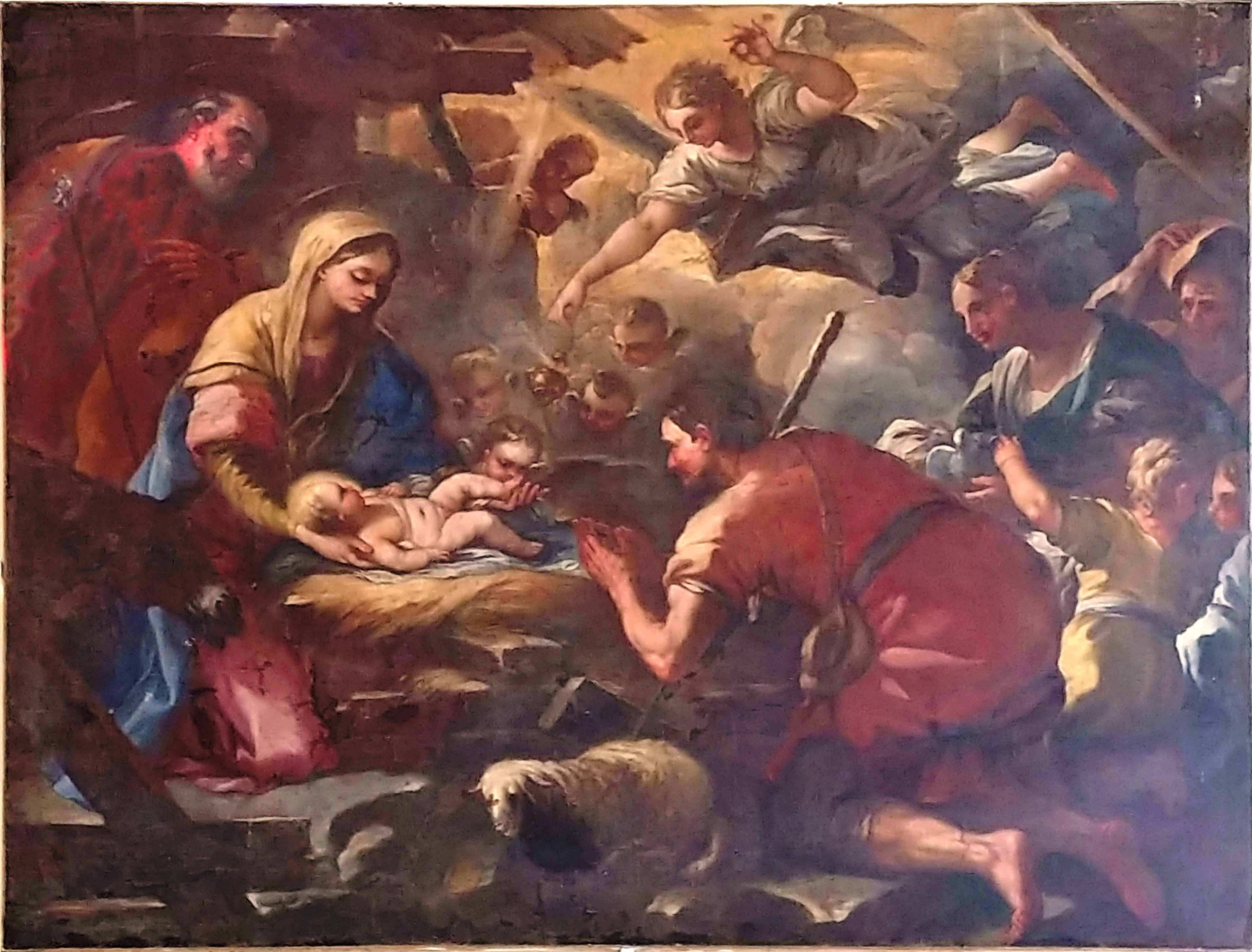
Anbetung der Hirten (1699), San Giacomo, Gaeta

Nicola Malinconico gehört zusammen mit Francesco Solimena und Paolo De Matteis zu den wichtigsten und erfolgreichsten Malern des Spätbarock in Neapel. Er schuf fast ausschließlich religiöse Bilder für Kirchen. Sein Werk ist einerseits durch seinen Lehrer Luca Giordano geprägt und nimmt andererseits auch andere aktuelle Tendenzen auf, beispielsweise von seinen beiden zuerst genannten Zeitgenossen. Sein Stil ist dekorativ, üppig bewegt und überbordend und zeigt bereits von Anfang an die typischen quasi "impressionistischen" malerischen Tendenzen von Spätbarock und Rokoko. Sein Wirken als Maler von Blumen- und Früchtestillleben ist wie oben erwähnt nur durch ein signiertes Werk in Wien dokumentiert, andere Zuschreibungen sind rein hypothetisch, wenn auch teilweise überzeugend. Die folgende Liste orientiert sich am biografischen Artikel von Bortolotti.
- Stilleben mit Pfau, Akademie der bildenden Künste, Wien
- Madonna mit Kind zwischen den Hl. Felice di Nola und Severo Bischof von Neapel, Cappella Carmignani in San Giovanni in Porta, Neapel (1692)
- San Gregorio Magno, Chiesa di Policastro (1692)
- Martyrium des Hl. Alexander, Hauptaltarbild im Dom zu Bergamo (1693–94)
- Der Hl. Franziskus erhält die Stigmata, Chiesa dei SS Bernardino e Margherita, Neapel (1694)
- Deckenfresko Mariä Himmelfahrt, Hauptaltarbild Maria Immaculata und 2 weitere Bilder (Hochzeit der Jungfrau und der Hl. Bernhard bekehrt Wilhelm von Aquitanien), Chiesa della Croce di Lucca, Neapel, (1696–97)
- Großer Gemälde- bzw. Freskenzyklus mit Heiligenbildern (zwischen den Fenstern) und Einzug Christi in Jerusalem (Eingangswand), sowie 3 Deckengemälden (Himmelfahrt Mariens, der Hl. Aniello vertreibt die Sarazenen, und Martirium der Hl. Agathe), in Santa Maria Donnalbina, Neapel (beendet im Oktober 1702)
- Fresken mit Tugenden an den Arkaden der Seitenkapellen (1701) und 2 Altargemälde im Transept Anbetung der Hirten und Anbetung der Könige (1703), in Santa Maria la Nova, Neapel
- 2 Bilder (u. a. Anbetung der Könige), Certosa di San Giacomo, Capri (1706)
- Die Jungfrau Maria mit ihren Eltern Joachim und Anna, San Giuseppe a Chiaia, Neapel
- diverse Gemälde in der Abtei Montecassino (urspr. für die Benediktinerkirche San Lorenzo in Aversa (teilweise 1708))
- Himmelfahrt Mariä mit dem Hl. Thomas von Canterbury, Apsis der Kathedrale von Mottola
- Deckengemälde Marienkrönung, Chiesa dello Spirito Santo, Sant'Antimo
- Marienzyklus, Apsis der Chiesa dell'Annunziata, Marcianise (signiert und datiert 1710)
- Diverse Gemälde für San Pietro a Maiella, Neapel (1713)
- Rosenkranzmadonna, San Gregorio Armeno, Neapel (ca. 1715)
- Leben des Hl. Nikolaus, erste Kapelle rechts in SS. Apostoli, Neapel (ca. 1715)
- Hl. Michael, in San Michele, Anacapri (1718)
- Hl. Trinität für die Casa professa dei gesuiti, Neapel (1723)
- Hochzeit von Kanaa, Refektorium der Certosa di San Martino (1724)
- Fresken mit Himmelfahrt Mariä an der Decke und alttestamentarischen Szenen an den Wänden in der Sakristei von SS Apostoli, Neapel (1725–1726)
- Martyrium des Hl. Antimus, Parrocchiale von Sant'Antimo (ca. 1727)
- Der gute Samariter, Galerie comunali von Prato (ca. 1727)
- Große Dekoration (insgesamt 59 Szenen) mit Leben der Hl. Agatha, Kathedrale von Gallipoli (zusammen mit dem Sohn Carlo Malinconico)

## Oronzo  Malinconico
Über Nicolas älteren Bruder Oronzo ist nicht viel bekannt. Er wurde am 4. Juli 1661 in der Gemeinde von San Giuseppe Maggiore von Neapel getauft. Sein malerisches Wirken spielte sich im Schatten seines Bruders ab, mit dem er auch zusammenwirkte; wenige selbständige Werke von Oronzo sind dokumentiert und erhalten. Am 5. September 1681 bestellte die Fürstin von Montesarchio Anna Guevara bei ihm Bilder für die Gemeindekirche von Montesarchio in der Nähe von Benevento (wo sie sich immer noch befinden). Oronzo malte außerdem acht Bilder für die neapolitanische Kirche Santa Maria della Pazienza Cesarea, für die er bis 1691 eine Gesamtsumme von insgesamt 320 Dukaten erhielt. Nach einigen Quellen des 18. Jahrhunderts wirkte er zusammen mit Nicola 1693–1694 im Dom zu Bergamo am Martyrium des Hl. Alexander mit; höchstwahrscheinlich war er auch am gleichzeitig entstandenen großen Bilderzyklus für Santa Maria Maggiore beteiligt. 

1695 erhielt er in Neapel 85 Dukaten für ein Bild in der Kapelle des Palazzo Ruffo di Bagnara und weitere 30 Dukaten für ein Bild an der Decke von Santo Stefano ai Mannesi. 1701 malte er einige Gemälde für die Cappella Carmignano in Santa Maria Donnaregina. Zu den letzten dokumentierten Arbeiten von Oronzo gehören drei Gemälde für San Giovanni Battista delle Monache, für die er im Dezember 1705 bezahlt wurde. Zusammen mit Nicola malte er für die Decke im Dom von Sorrent Darstellungen von Vier Märtyrern aus Sorrent und Vier Bischöfe und Schutzpatrone. Oronzo starb in Neapel am 29. Juni 1709.